# 휴맥스홀딩스
휴맥스홀딩스(영어: Humax Holdings)는 1989년에 설립된 SI 사업 운영 중인 사업지주 회사이다.
모빌리티 전문 자회사 휴맥스모빌리티를 가지고 있으며 2023년 중소벤처기업부에 의해 클라우드 기반 스마트 제조 SW 사업에 선정된 적이 있다.

## 역사
2020년 9월 휴맥스아이티를 흡수 합병하였다.

## 같이 보기
- 휴맥스